# Nemaspela abchasica
Nemaspela abchasica is een hooiwagen uit de familie aardhooiwagens (Nemastomatidae). De wetenschappelijke naam van Buresiolla abchasica gaat terug op Ljovuschkin & Starobogatov, 1963. De soortnaam wordt bijgewerkt naar de latere formatie.